# Bahnhof Nürnberg-Langwasser
Der Bahnhof Nürnberg-Langwasser liegt in Nürnberg. Er wurde 1938 als Bahnhof Nürnberg-Märzfeld in Betrieb genommen. Seine Aufgabe war, die Zelt- und Barackenlager für die an den Reichsparteitagen in Nürnberg teilnehmenden NS-Organisationen zu erschließen. Im Personenverkehr wird er seit 1987 nicht mehr bedient. Im Güterverkehr dienen die Gleisanlagen als Vorbahnhof des Rangierbahnhofs.

## Geschichte

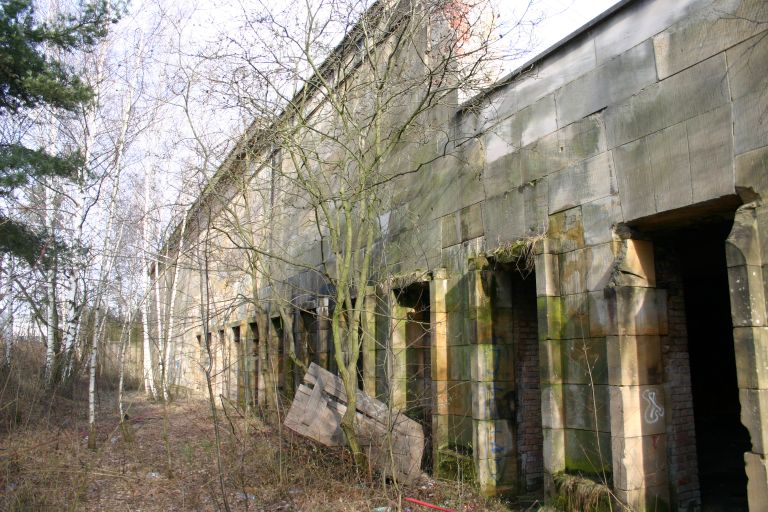
Bahnhofsgebäude Märzfeld 2005

Für den Transport zu den Aufmärschen auf dem neu errichteten Märzfeld waren leistungsfähige Verkehrsmittel nötig. Dafür wurde ein riesiger Bahnhof Nürnberg-Märzfeld gebaut, um Besucher direkt an das Reichsparteitagsgelände heranführen zu können.
Das Empfangsgebäude wurde nie vollendet. Teile der baulichen Anlagen (Nördliche Schauwand, Treppenaufgänge) stehen unter Denkmalschutz.
Es gab auch Überlegungen, die Breitspurbahn, die mit einer Spurweite von drei Metern München über Nürnberg mit Kiew verbinden sollte, über den Bahnhof Märzfeld zu führen. Das Projekt wurde mit dem Ende des Zweiten Weltkrieges eingestellt.
Nach Kriegsbeginn diente der Bahnhof ferner dem An- und Abtransport von Kriegsgefangenen, die im Lager auf dem Reichsparteitagsgelände untergebracht waren. Er war auch Ausgangspunkt für den Transport der fränkischen Juden in die Vernichtungslager. Die größten Transporte mit je rund 1000 Menschen verließen Nürnberg am 29. November 1941 nach Riga in Lettland und am 24. März 1942 ins Ghetto Izbica bei Lublin in Polen.
Der Bahnhof wurde 1957 in Bahnhof Nürnberg-Langwasser umbenannt. Er war bis zur Einstellung des Personenverkehrs von Nürnberg Hbf nach Nürnberg Rbf Ausfahrt am 26. September 1987 Personenzughalt. Seither dient er nur noch als Durchgangsbahnhof bzw. Abstellbahnhof für Güterzüge des Rangierbahnhofes. Im Personenverkehr wurde zuletzt nur der südlichste Bahnsteig benutzt.
Anlässlich des 150-jährigen Bestehens der Eisenbahn in Deutschland war der Bahnhof am 7./8., 14./15. sowie am 21./22. September 1985 Schauplatz einer groß angelegten Fahrzeugparade der Deutschen Bundesbahn.
Außer den sieben heute als Durchgangsgleise genutzten Bahnsteiggleisen gibt es noch zwei beidseitig angebundene Abstellgleise.
Nördlich neben dem Bahnhofsgelände befindet sich die U-Bahn-Hauptwerkstatt der VAG. Es gibt ein Anschlussgleis vom Bahnhof.

## Gedenktafeln

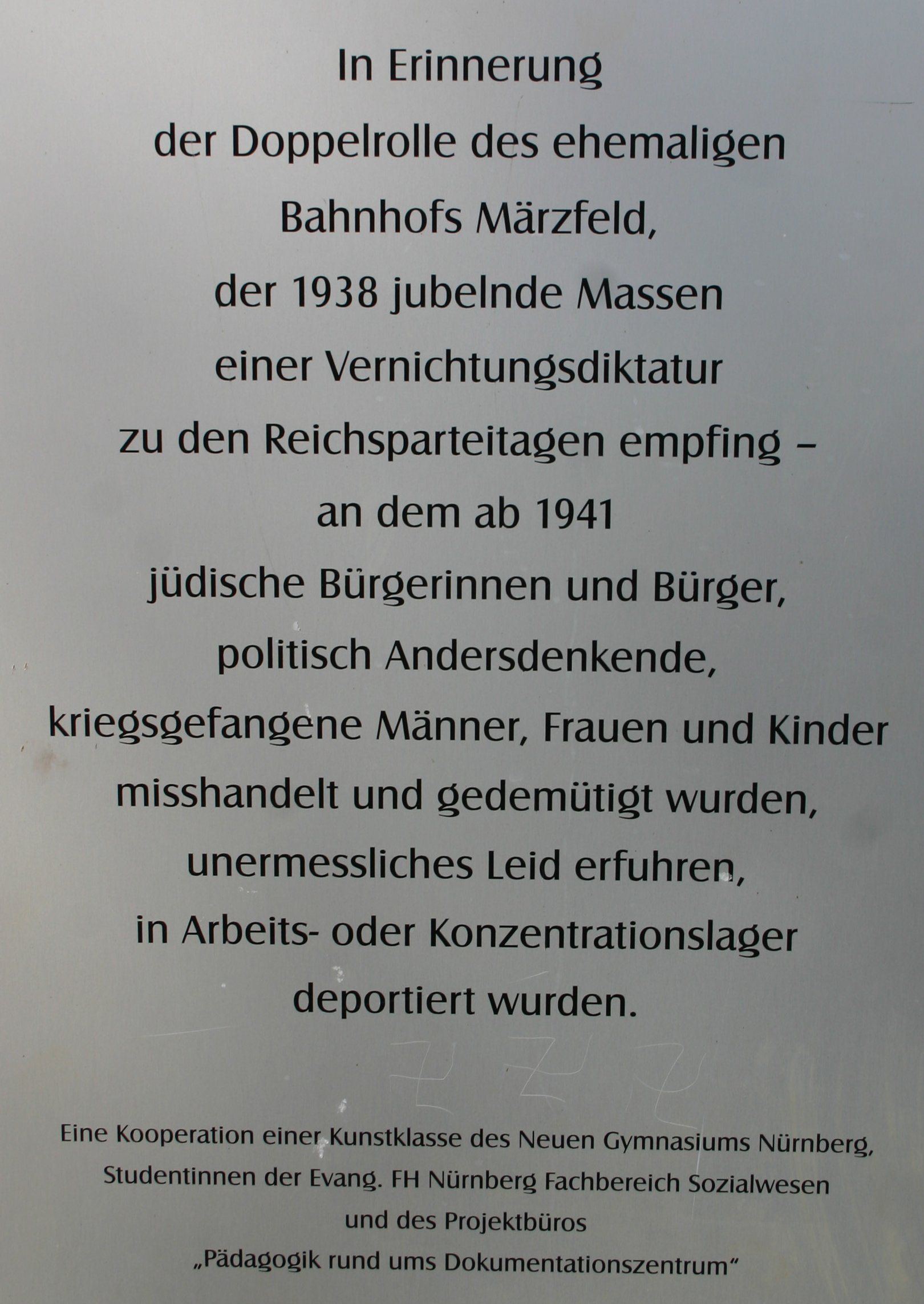
Frühere Erinnerungstafel am Bahnhof Märzfeld (2005)

Im März 2005 war am Sperrzaun zum alten Bahnhofsgebäude eine Erinnerungstafel angebracht, die in Kooperation einer Kunstklasse des Neuen Gymnasiums Nürnberg, Studentinnen der Evangelischen Fachhochschule Nürnberg Fachbereich Sozialwesen und des Projektbüros „Pädagogik rund ums Dokumentationszentrum“ erstellt worden war.
Der Text lautete:

„In Erinnerung der Doppelrolle des ehemaligen Bahnhofs Märzfeld, der 1938 jubelnde Massen einer Vernichtungsdiktatur zu den Reichsparteitagen empfing – an dem ab 1941 jüdische Bürger und Bürgerinnen, politisch Andersdenkende, kriegsgefangene Männer, Frauen und Kinder misshandelt und gedemütigt wurden, unermessliches Leid erfuhren, in Arbeits- oder Konzentrationslager deportiert wurden.“

Im März 2007 war diese Tafel nicht mehr an dem zwischenzeitlich erneuerten Sperrzaun zu finden – stattdessen befinden sich nun am Beginn eines Trampelpfades zum Bahnsteig neue Informationstafeln, die den Bahnhof Märzfeld als Station 20 eines Rundganges über das ehemalige Reichsparteitagsgelände beschreiben. Diese Tafeln sind inzwischen mit Graffiti beschmiert.

Informationstafeln am Bahnhof Märzfeld
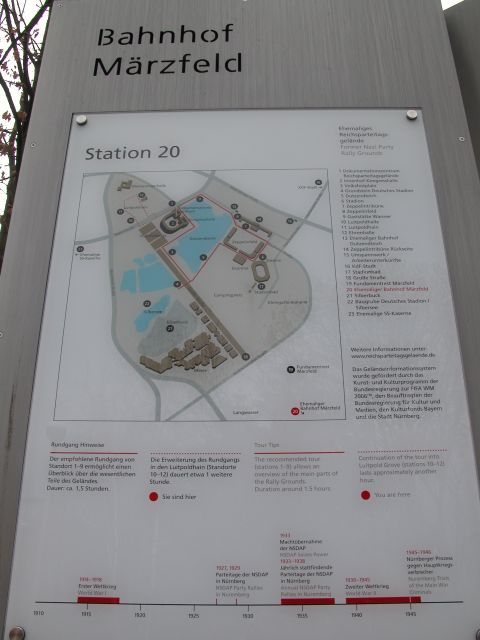
Infotafel Bahnhof Märzfeld
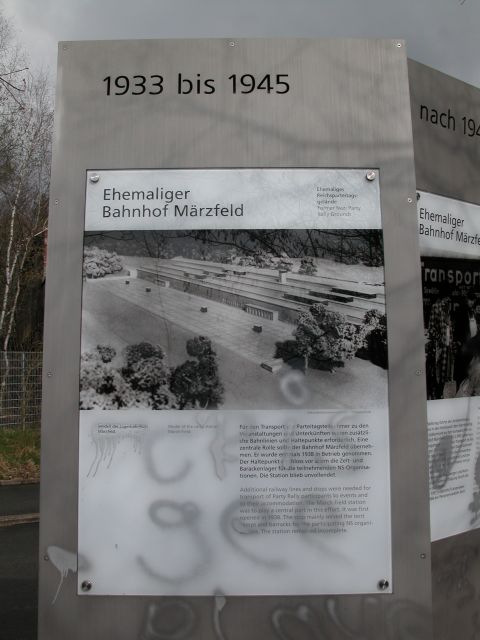
Infotafel 1933 bis 1945 / 1
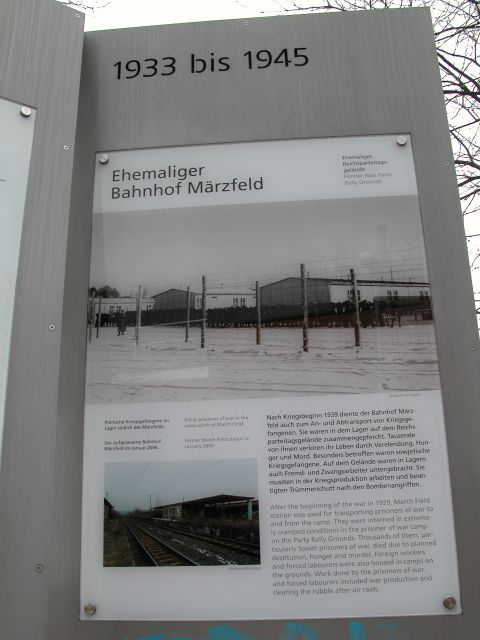
Infotafel 1933 bis 1945 / 2
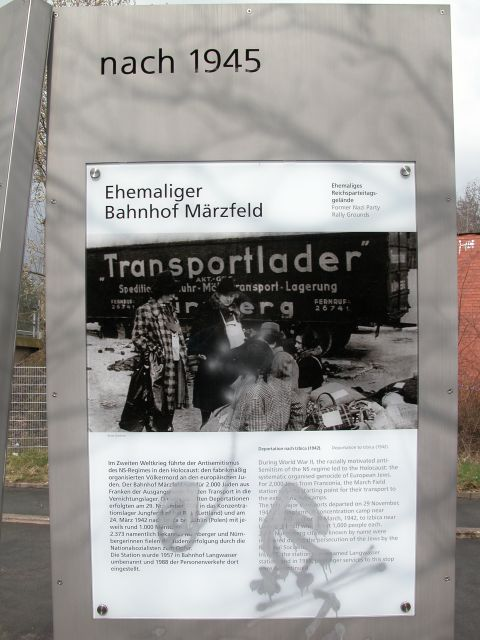
Infotafel nach 1945